# Guía vidente

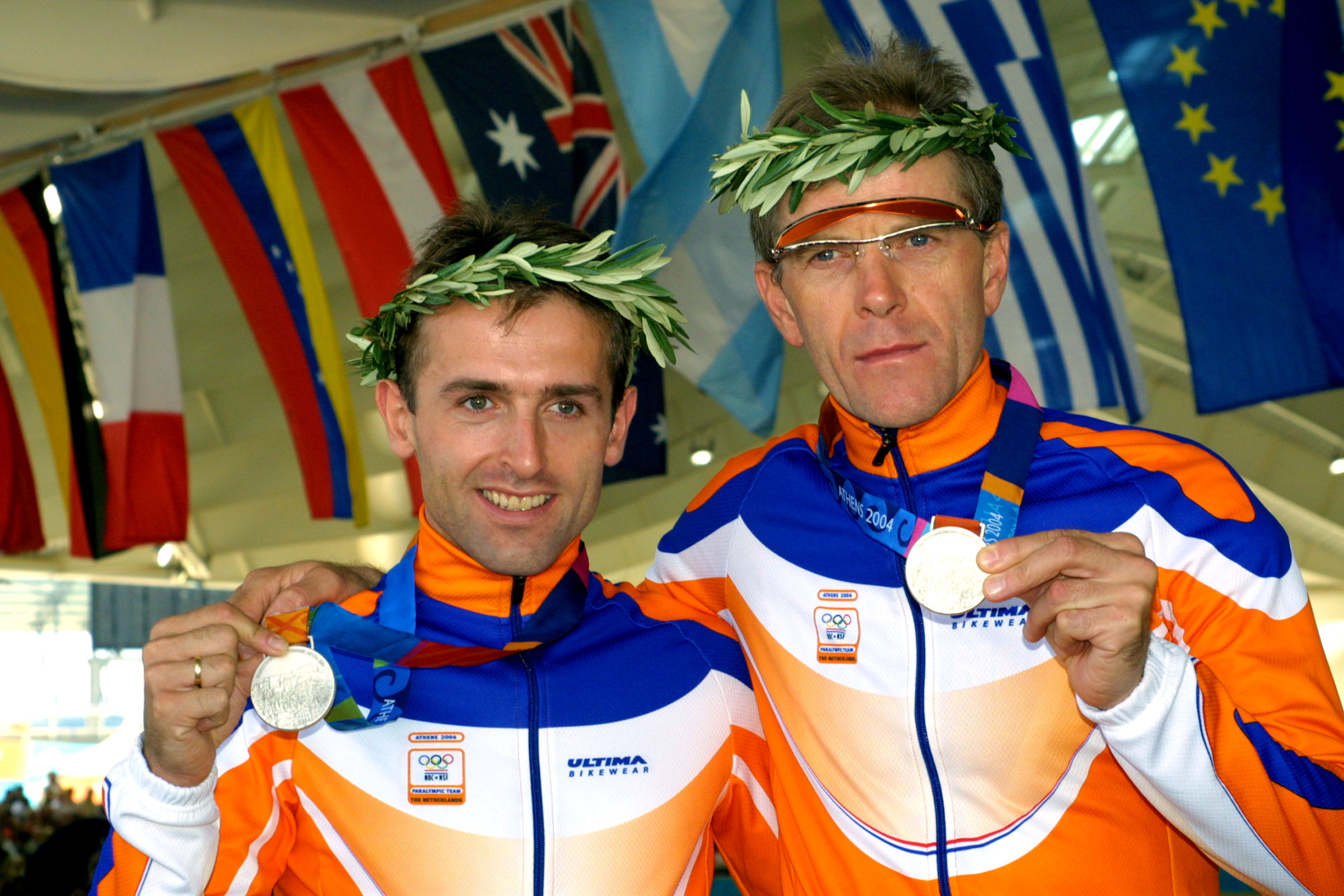
El piloto Pascal Schoots (izq.) y Jan Mulder (der.) ganaron medallas de plata en ciclismo en los Juegos Paralímpicos de Verano de 2004 en Atenas.

Un guía vidente es una persona que acompaña a un discapacitado visual en deportes como el handisport. También se le llama guía para discapacitados visuales o acompañante. Esto es diferente de un equipo mixto de videntes y deficientes visuales en el que ambas personas son deportistas y al menos una de ellas actúa como conductor sin discapacidad (tándem en ciclismo, piragüismo, vela).
El guía acompaña al atleta dirigiendo al discapacitado visual con instrucciones detalladas para anunciar, por ejemplo, un giro brusco a la derecha; el guía dirá, por ejemplo, «giro a las tres». Según el reglamento, el atleta debe cruzar la línea de meta en primer lugar, de lo contrario será descalificado. Otro punto del reglamento es que durante la ceremonia de premiación, el guía sólo acompaña al atleta al pie del podio, ya que no es medallista, pero desde los Juegos Paralímpicos de Verano de Londres 2012, el guía es considerado un atleta por derecho propio y también recibe una medalla.